# پرده رنگی
پرده رنگی (به انگلیسی: Painted Veil) (چادر رنگی نیز ترجمه شده است) درامی آمریکایی با کارگردانی جان کرن است. این فیلم در سال ۲۰۰۶ بر اساس فیلمنامهٔ ران نایسوینر که از داستانی با همین نام از سامرست موام اقتباس شده است، ساخته شد. نائومی واتس، ادوارد نورتون و لیو شرایبر از بازیگران اصلی این فیلم هستند.

## داستان
دکتر والتر فرین (ادوارد نورتن) پزشک انگلیسی است که در چین در زمان استعمار انگلیس به پزشکی می‌پردازد. کیتی (نائومی واتس) که پس از درخواست ازدواج والتر، بر اساس فشارهای خانواده جواب مثبت می‌دهد، در دل خود علاقه‌ای به والتر ندارد، در حالی که والتر به او عشق می‌ورزد. والتر و کیتی با هم به چین می روند و در آنجا با چارلز تاونسند (لیو شرایبر) آشنا می‌شوند که در سفارت بریتانیا در شانگهای مشغول به کار است. این آشنایی سبب خیانت کیتی به والتر می‌شود داستان فیلم حکایت عشق و تعهد به عشق و بهای عشق است. اینکه برای اثبات عشق خود تا کجا بها می‌دهی؟ و ....

## جوایز
در جوایز گلدن گلوب سال ۲۰۰۷ این فیلم برندهٔ بهترین موسیقی متن شد.

## نقد
منتقدین نگاه مثبتی به فیلم داشته‌اند. این فیلم در پایگاه راتن تومیتوز از بین ۱۳۴ نقد انجام شده، امتیاز ۷.۱ و تازگی ۷۴٪ دارد. در پایگاه آی‌ام‌دی‌بی هم کاربران به آن امتیاز ۷.۵ داده‌اند.